# 밤부역
밤부역(스페인어: Bambú)은 마드리드 지하철 1호선의 역이다. 2007년 11월 4일 1호선과 4호선이 피나르 데 차마르틴 역까지 연장되면서 오르탈레사 역, 마노테라스 역과 나란히 문을 열었다. 요금구역상으로는 시내구간인 A구역에 속해 있으며 차마르틴 일대에 자리잡고 있다.

## 환승 정보
밤부 역과 환승되는 지하철 노선은 없다. 바로 전 역인 차마르틴 역에서 10호선을, 다음 역이자 종착역인 피나르 데 차마르틴 역에서 4호선과 경전철 1호선을 이용할 수 있다.
역 주변에 '밤부 유카' (BAMBÚ-YUCA), '부르고스유카 거리' (AV. BURGOS-YUCA) 정류장이 있으며 시내버스 노선이 다닌다. '밤부 거리, 피오 7세' (BAMBU-AV. PIO XII) 정류장에선 시외버스 노선 하나가 다닌다.
| 마드리드 지하철    | 마드리드 지하철       | 마드리드 지하철     |
| ------------------ | --------------------- | ------------------- |
| 피나르 데 차마르틴 | 마드리드 지하철 1호선 | 차마르틴 발데카로스 |